# Gulrukhbegim Tokhirjonova
Gulrukhbegim Tokhirjonova est une joueuse d'échecs ouzbèke née le 16 juillet 1999. Grand maître international féminin depuis 2016, elle est au 1er octobre 2018 la première joueuse ouzbèke et la 73e joueuse mondiale avec un classement Elo de 2 385 points.
Elle est affiliée à la Fédération américaine des échecs depuis novembre 2020.